# Planisfero tolemaico

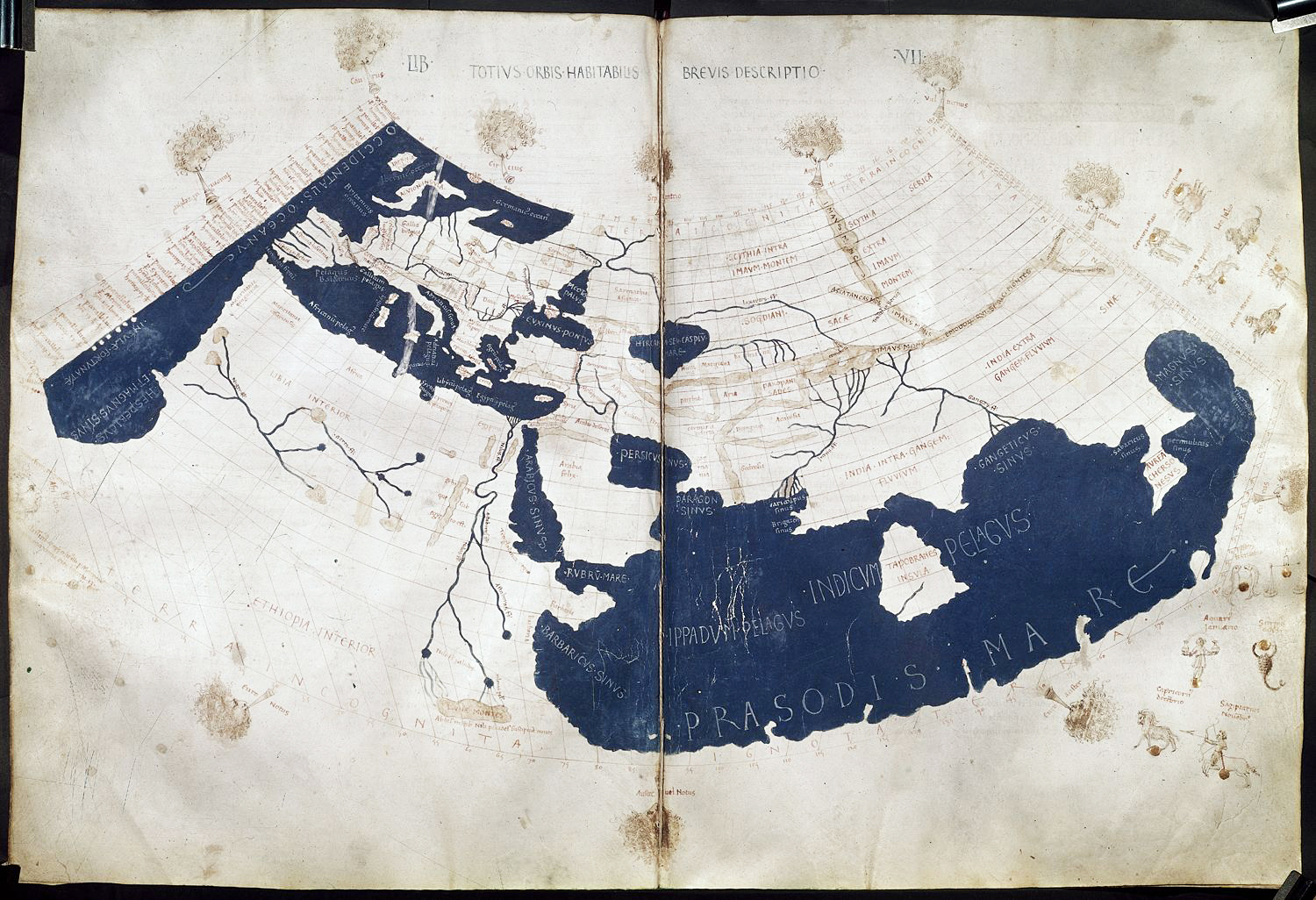
Planisfero di Tolomeo, ricostituito dalla Geographia tolemaica (circa 150 d.C.) nel XV secolo, che mostra la "Sinae" (Cina) all'estrema destra, oltre l'isola di "Taprobane" (Sri Lanka, più grande del normale) e l'"Aurea Chersonesus" (penisola del Sud-Est asiatico).

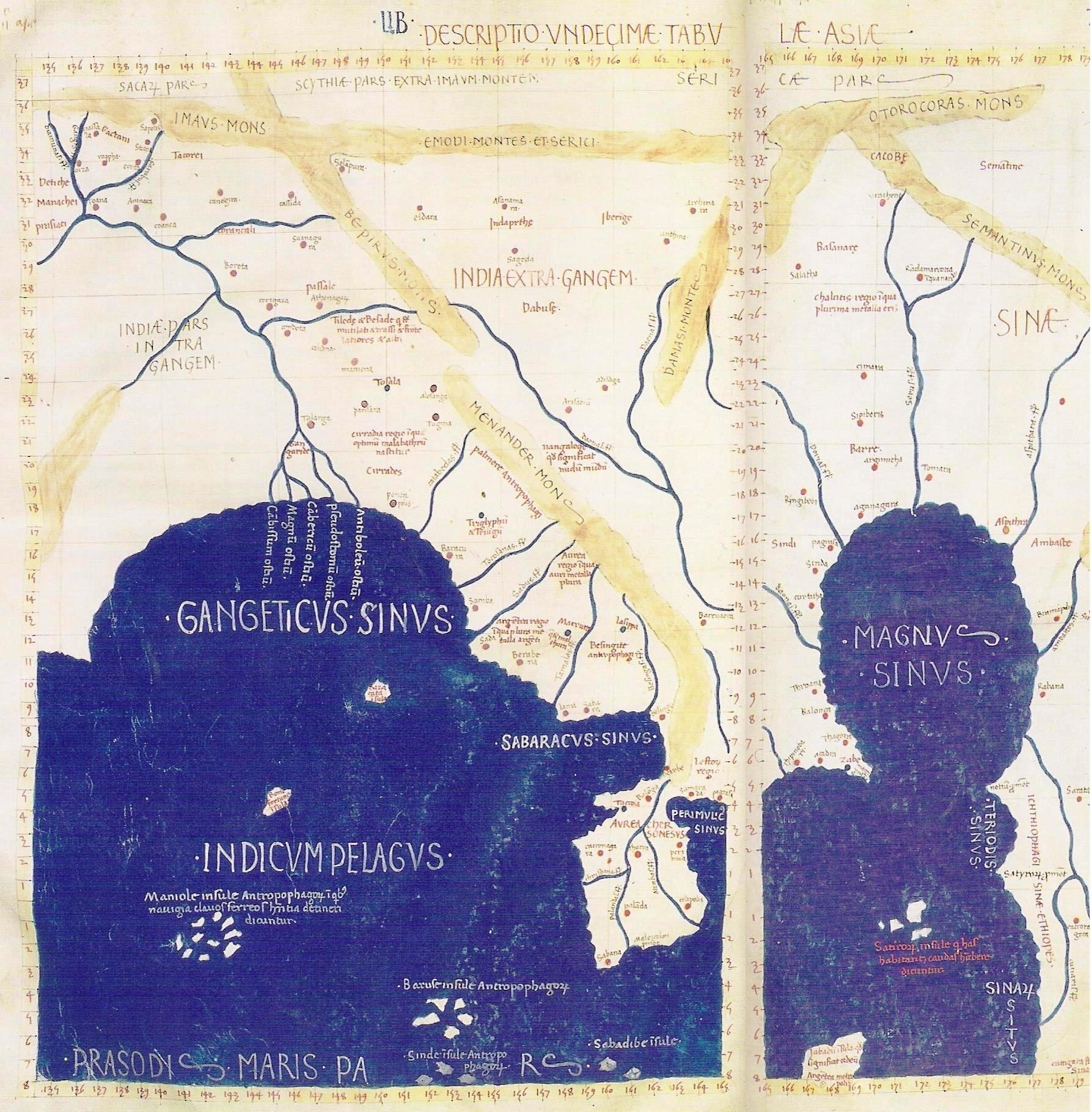
Dettaglio dell'Est e del Sud-est asiatico nel planisfero di Tolomeo. Golfo del Gange (Golfo del Bengala) a sinistra; penisola asiatica del Sud-Est nel centro; Mar Cinese meridionale a destra, con la "Sinae" (Cina).

Il planisfero di Tolomeo è una mappa del mondo così come si presume venisse visto e rappresentato nel II secolo d. C. dalla civiltà occidentale. Esso venne realizzato sulla descrizione contenuta nel libro di Tolomeo, Geographia, scritto nel 150 circa d.C. Sebbene le mappe autentiche non siano mai state trovate, la Geographia contiene migliaia di riferimenti di varie parti del mondo, con in più le coordinate, le quali hanno permesso ai cartografi di ricostruire la visione del mondo di Tolomeo, quando il manoscritto venne riscoperto intorno al 1300 d.C.
Quella di Tolomeo è la più antica opera superstite che adoperi osservazioni astronomiche per determinare la latitudine e la longitudine delle località, inserendole così in un reticolato geografico, metodo che l'astronomo greco aveva ereditato dai suoi predecessori d'età ellenistica Eratostene di Cirene ed Ipparco di Nicea, le cui opere originali sono tuttavia disgraziatamente andate perdute.
Quando la Geographia fu tradotta dal greco all'Arabo nel IX secolo e in seguito in latino nell'Europa Occidentale all'inizio del XV secolo, l'idea di un sistema globale di coordinate rivoluzionò l'opinione geografica islamica medievale ed europea ponendola sopra una base scientifica e numerica.

## Contenuti
La mappa distingue due grandi mari racchiusi, il primo è il Mediterraneo, il secondo l'Oceano Indiano (Indicum Pelagus), il quale si estende verso Est nel mare della Cina (Magnus Sinus). Le maggiori località geografiche sono l'Europa, il Medio Oriente, l'India con una esagerata grandezza dello Sri Lanka (Taprobane), la penisola del Sud-Est Asiatico (Aurea Chersonesus o "Penisola d'oro") e, oltre questa, la Cina (Sinae).
La Geographia e le mappe derivate dal libro probabilmente giocarono un ruolo importante nell'espansione dell'Impero Romano verso Est. Il commercio da una parte all'altra dell'Oceano Indiano fu ampio dal II secolo d.C., e molti porti commerciali romani sono stati identificati in India. Da questi porti, le ambasciate romane in Cina sono registrate dalle fonti storiche cinesi già intorno al 166 d.C.
Lo storico danese Gudmund Schütte tentò di ricostruire la parte danese della mappa di Tolomeo. Questa copia(ta) include molti luoghi - e nomi di tribù, alcuni dei quali possono essere interpretati come loro equivalenti contemporanei. La più rilevante caratteristica della mappa è la penisola dello Jutland posta a nord del fiume Albis Trêva, a ovest del Saxonôn Nesôi (arcipelago), ad est della Skandiai Nêsoi, la quale giace a ovest di una più grande isola Skandia.
A nord dello Jutland si trova un terzo arcipelago Alokiai Nêsoi. A sud dell'Albis vivono i Lakkobardoi e nord di questi i Saxones. La costa ovest dello Jutland è sede dei Sigulônes, Sabaliggio, Kobandoi, Eundusioi e nella parte più settentrionale Kimbroi (possibilmente Cimbri). Al centro e ad est si trovano i Kimbrikê (probabilmente Cimbri), i Chersonêsos e i Charudes.

## Galleria d'immagini
|  |